# Apoštolský vikariát Anatolie
Apoštolský vikariát Anatolie je vikariát římskokatolické církve, nacházející se v Turecku.

## Území
Diecéze zahrnuje střední a východní část tureckého území Anatolie.
Vikariátním sídlem je město İskenderun, kde se také nachází hlavní chrám - Katedrála Zvěstování Panny Marie.
Rozděluje se do 6 farností. K roku 2017 měl 1 500 věřících, 8 řeholních kněží, 10 řeholníků a 6 řeholnic.

## Historie
Dne 13. března 1845 byla založena apoštolská prefektura Trabzon, a to z části území apoštolského vikariátu Konstantinopol.
Dne 12. září 1896 byla prefektura zrušena a její území přešlo k arcidiecézi Izmir.
Dne 20. června 1931 byla tato struktura brevem Quae ad christiani papeže Pia XI. obnovena jako misie sui iuris Trabzon.
Dne 30. listopadu 1990 byla misie dekretem Quo melius Kongregace pro východní církve povýšena na vikariát se jménem Anatolie.

## Seznam prefektů, superiorů a vikářů
- Damiano da Viareggio, O.F.M. Cap. (1845–1852)
- Filippo Maria da Bologna, O.F.M. Cap. (1852–1881)
- Eugenio da Modica, O.F.M. Cap. (1881–1896)
- Michele da Capodistria, O.F.M. Cap. (1931–1933)
- Giovanni Giannetti da Fivizzano, O.F.M. Cap. (1933–1955)
- Prospero Germini da Ospitaletto, O.F.M. Cap. (1955–1961)
- Michele Salardi da Novellara, O.F.M. Cap. (1961–1966)
- Giuseppe Germano Bernardini, O.F.M. Cap. (1966–1983)
  - Giuseppe Germano Bernardini (1983–1993) (apoštolský administrátor)
- Ruggero Franceschini, O.F.M. Cap. (1993–2004)
- Luigi Padovese, O.F.M. Cap. (2004–2010)
  - Ruggero Franceschini (2010–2015) (apoštolský administrátor)
- Paolo Bizzeti, S.J. (2015–2024)